# Mody Maor
Mody Maor (in ebraico מודי מאור‎?; Los Angeles, 27 giugno 1985) è un allenatore di pallacanestro israeliano con cittadinanza statunitense.